# Pseashjo
Pseashjo (del ruso: Псеашхо) o Pseashja (Псеашха) es un macizo montañoso en el Cáucaso Occidental, en Rusia, a 20 km de Krásnaya Poliana, del que nacen los ríos Málaya Labá, Urushten y Psluj. El topónimo Pseashjo, proveniente de la lengua adigué significa "montaña caudalosa", en relación con los varios ríos que nacen en ella.
El macizo está limitado por el oeste por el puerto de Pseashjo, que cruza en dirección NE-SO y tiene una anchura de unos 500 metros, originado por un antiguo glaciar. Este puerto forma una vía de acceso entre Psebai y la zona de Krásnaya Poliana, y fue utilizado en 1835 por el barón ruso Fiódor Tornau en sus exploraciones hacia el sur de la cordillera principal del Cáucaso (Kbaade, en adigué) y la zona del Mar Negro y Ádler. Al suroeste el macizo está delimitado por el valle del río Psluj, al este por los de los ríos Málaya Labá y Chistaya, al norte por el de los ríos Jolodnaya y Mramornaya, así como el del puerto de Mramorni (2800 m), y al sur el paso del monte Aishja (2401 m).
Las principales cimas del macizo son el Pseashjo Norte (3256,9 m), el Pseahjo Sur (3251,2 m), el Uzlovaya (3196 m), el Sájarni Pseashjo (3188,9 m) y el Pseashjo Occidental (2899,8 m)

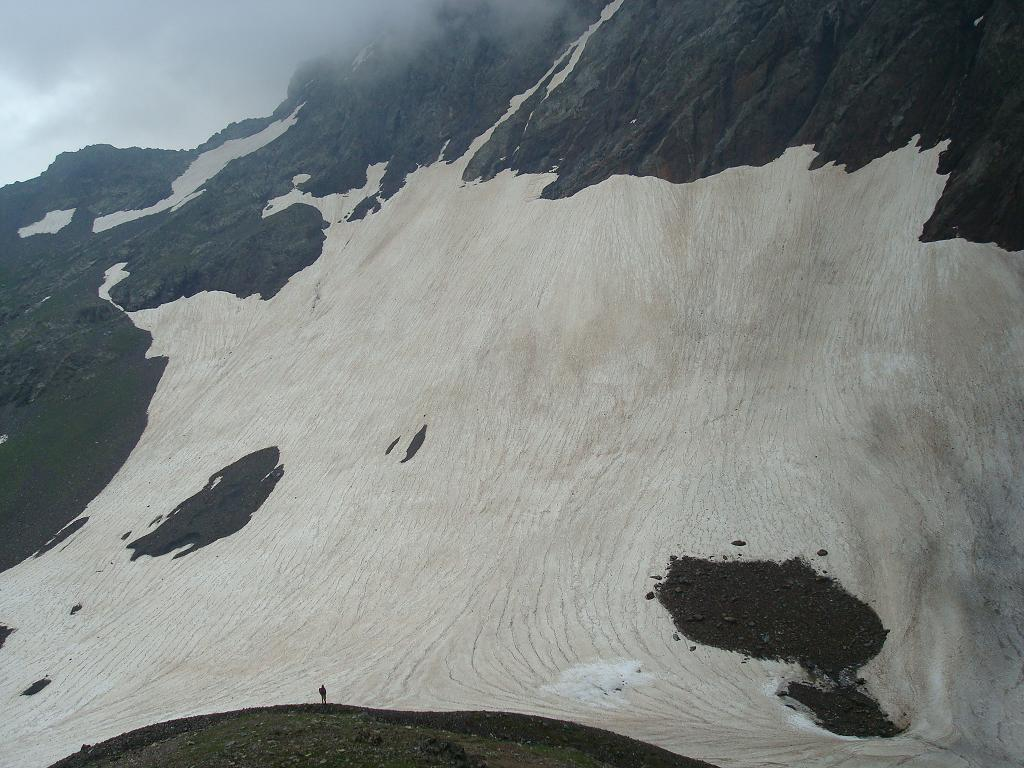
Glaciar Sajarni.

En el macizo de Pseahjo se encuentran once glaciares. El glaciar homónimo es el más grande del krai de Krasnodar, con 1.5 kilómetros cuadrados de superficie. En las últimas décadas el tamaño de los glaciares está reduciéndose.
El macizo es un lugar de interés turístico, atravesado por rutas senderistas.